# Lista de prêmios e indicações recebidos por Girl's Day
Essa é a lista de prêmios e nomeações recebidos por Girl's Day, um girl group da Coreia do Sul. 

## Prêmios e Nomeações

### Prêmio Coreano de Cultura e Entretenimento
| Ano  | Categoria                          | Recipiente | Resultado |
| ---- | ---------------------------------- | ---------- | --------- |
| 2010 | Nova Geração Popular Adolescente   | Girl's Day | Venceu    |
| 2012 | Prêmio Musical de Ídolo Excelência | Girl's Day | Venceu    |
| 2013 | Prêmio de Ídolo Excelência         | Girl's Day | Venceu    |

### Prêmio Sucesso de Seoul
| Ano  | Categoria       | Recipiente | Resultado |
| ---- | --------------- | ---------- | --------- |
| 2010 | Prêmio Cultural | Girl's Day | Venceu    |

### Prêmio da Gaon Chart K-Pop
| Ano  | Categoria                     | Recipiente    | Resultado |
| ---- | ----------------------------- | ------------- | --------- |
| 2011 | Descoberta do Ano             | Girl's Day    | Venceu    |
| 2013 | 15 Semanas no Top 50          | "Expectation" | Venceu    |
| 2014 | Música do Ano (Janeiro)       | "Something"   | Venceu    |
| 2016 | Prêmio de Popularidade Global | Girl's Day    | Indicado  |

### Prêmio de Arte e Entretenimento da República da Coreia
| Ano  | Categoria                   | Recipiente | Resultado |
| ---- | --------------------------- | ---------- | --------- |
| 2011 | Prêmio de Melhor Grupo Novo | Girl's Day | Venceu    |

### Mnet Asian Music Awards (MAMA)
| Ano  | Categoria                                  | Recipiente     | Resultado |
| ---- | ------------------------------------------ | -------------- | --------- |
| 2013 | Música do Ano                              | "Expectation"  | Indicado  |
| 2013 | Melhor Performance Grupo Feminino          | "Expectation"  | Indicado  |
| 2014 | Melhor Grupo Feminino                      | Girl's Day     | Indicado  |
| 2014 | Melhor Performance de Dança Grupo Feminino | "Something"    | Venceu    |
| 2014 | Artista do Ano                             | Girl's Day     | Indicado  |
| 2014 | Música do Ano                              | "Something"    | Indicado  |
| 2015 | Melhor Performance de Dança Grupo Feminino | "Ring My Bell" | Indicado  |
| 2015 | Música do Ano                              | "Ring My Bell  | Indicado  |

### Prêmio de Música Mundial
| Ano  | Categoria                           | Recipiente  | Resultado |
| ---- | ----------------------------------- | ----------- | --------- |
| 2014 | Melhor Música do Mundo              | "Something" | Indicado  |
| 2014 | Melhor Vídeo do mundo               | "Something" | Indicado  |
| 2014 | Melhor Grupo do Mundo               | Girl's Day  | Indicado  |
| 2014 | Melhor Performance Ao Vivo do Mundo | Girl's Day  | Indicado  |

### Prêmio de Música Melon
| Ano  | Categoria             | Recipiente  | Resultado |
| ---- | --------------------- | ----------- | --------- |
| 2014 | Top 10                | Girl's Day  | Venceu    |
| 2014 | Prêmio de Vídeo Clipe | "Something" | Indicado  |
| 2014 | Música do Ano         | "Something" | Indicado  |
| 2014 | Artista do Ano        | Girl's Day  | Indicado  |

### Golden Disk Awards
| Ano  | Categoria       | Recipiente  | Resultado |
| ---- | --------------- | ----------- | --------- |
| 2015 | Digital Bonsang | "Something" | Venceu    |

### Festival de Prêmio SBS
| Ano  | Trabalho Nomeado | Prêmio         | Resulto |
| ---- | ---------------- | -------------- | ------- |
| 2014 | Girl's Day       | Top 10 Artists | Venceu  |

### Seoul Music Awards
| Ano  | Categoria              | Recipiente     | Resultado |
| ---- | ---------------------- | -------------- | --------- |
| 2014 | Prêmio Bonsang         | "Something"    | Venceu    |
| 2014 | Prêmio de Popularidade | Girl's Day     | Indicado  |
| 2014 | Prêmio Especial Hallyu | Girl's Day     | Indicado  |
| 2015 | Prêmio Bonsang         | "Ring My Bell" | Indicado  |
| 2015 | Prêmio de Popularidade | Girl's Day     | Indicado  |

### Outros Prêmios
| Ano  | Prêmio                                    | Categoria                                        | Ganhador   | Resulto  |
| ---- | ----------------------------------------- | ------------------------------------------------ | ---------- | -------- |
| 2014 | MTV The Show                              | Melhor Ícone                                     | Girl's Day | Venceu   |
| 2014 | 1st Gaon Weibo Chart                      | Gaon Weibo Social Star Award                     | Girl's Day | Venceu   |
| 2014 | 7th Style Icon Awards                     | Top 10 Style Icons                               | Girl's Day | Indicado |
| 2014 | 9th Asian Model Festival Awards           | Prêmio de Popularidade                           | Girl's Day | Venceu   |
| 2014 | 2014 Cable Tv Star Awards                 | Cable Tv Star                                    | Girl's Day | Venceu   |
| 2015 | The 27th Korean PD Awards                 | Performer Award                                  | Girl's Day | Venceu   |
| 2015 | 2015 Korean Popular Culture & Arts Awards | Minister of Culture,Sports and Pop Culture Award | Girl's Day | Venceu   |
| 2015 | Culture Technology Awards Ceremony        | Artist Award                                     | Girl's Day | Venceu   |
| 2015 | 2015 Ceci Star Awards                     | Melhor Girl Group de K-pop                       | Girl's Day | Indicado |

## Programas Musicais
Essas são as vitórias nos programas musicais sul-coreanos. Inkigayo vai ao ar pela SBS, Show Champion pela MBC Music, Show! Music Core pela MBC, e M! Countdown pelo canal a cabo Mnet.

### Inkigayo
| Ano  | Data           | Canção             |
| ---- | -------------- | ------------------ |
| 2013 | 7 de Julho     | "Female President" |
| 2014 | 12 de Janeiro  | "Something"        |
| 2014 | 2 de Fevereiro | "Something"        |
| 2014 | 27 de Julho    | "Darling"          |

### Show Champion
| Ano  | Data         | Canção      |
| ---- | ------------ | ----------- |
| 2014 | 8 de Janeiro | "Something" |
| 2014 | 30 de Julho  | "Darling"   |

### Show! Music Core
| Ano  | Data          | Canção      |
| ---- | ------------- | ----------- |
| 2014 | 11 de Janeiro | "Something" |
| 2014 | 26 de Julho   | "Darling"   |

### M! Countdown
| Ano  | Data            | Canção      |
| ---- | --------------- | ----------- |
| 2014 | 6 de Fevereiro  | "Something" |
| 2014 | 13 de Fevereiro | "Something" |